# Gertrude Claire
Gertrude Claire est une actrice américaine née le 16 juillet 1852 à Chicago (Illinois), et morte le 28 avril 1928 à Los Angeles (Californie).

## Biographie
Gertrude Claire monte sur les planches à l'âge de 16 ans et joue plus tard à New York aux côtés de John Drew et Edwin Booth. Elle crée sa propre compagnie à Boston. À partir de 1910, elle débute au cinéma et ne cessera de tourner jusqu'à sa mort en 1928. Sa filmographie se compose de plus de 130 films.

## Filmographie partielle
- 1910 : Ramona
- 1911 : A True Westerner
- 1912 : The Dead Pay
- 1912 : Betty's Bandit
- 1913 : The Boomerang
- 1913 : Le Désastre (The Battle of Gettysburg) de Thomas H. Ince et Charles Giblyn
- 1914 : A Political Feud
- 1914 : His Hour of Manhood
- 1914 : The Adventures of Shorty
- 1915 : The Ruse
- 1915 : Un lâche (The Coward) de Reginald Barker et Thomas H. Ince
- 1916 : Peggy
- 1916 : The Apostle of Vengeance de William S. Hart et Clifford Smith
- 1916 : Pour sauver sa race (The Aryan)
- 1917 : The Mother Instinct
- 1917 : Happiness de Reginald Barker
- 1917 : Golden Rule Kate
- 1918 : L'Homme aux yeux clairs ('Blue Blazes' Rawden)
- 1918 : When Do We Eat? de Fred Niblo
- 1919 : Little Comrade de Chester Withey
- 1919 : The Petal on the Current
- 1919 : À l'ombre du bonheur (Stepping Out) de Fred Niblo
- 1919 : Jinx de Victor Schertzinger
- 1919 : Veuve par procuration (Widow by Proxy) de Walter Edwards
- 1920 : Le Veau d'or (The Money-Changers)
- 1920 : The Forbidden Thing
- 1920 : L'Orgueilleuse (Madame Peacock) de Ray C. Smallwood
- 1921 : The Sin of Martha Queed
- 1921 : Society Secrets
- 1921 : Hérédité (The Invisible Power) de Frank Lloyd
- 1921 : The Fox de Robert Thornby
- 1921 : Greater Than Love
- 1922 : Le Cœur humain (Human Hearts) de King Baggot
- 1922 : L'Enfant sacrifiée (Forget Me Not) de W. S. Van Dyke
- 1924 : Wine of Youth
- 1924 : Daughters of Today de Rollin S. Sturgeon
- 1925 : Le Fils de la prairie (Tumbleweeds) de King Baggot